# Изабелла и горшок с базиликом
«Изабелла и горшок с базиликом» (англ. Isabella and the Pot of Basil) — картина британского художника Уильяма Ханта, написанная им в 1856 году. Картина изображает сцену из одноимённой поэмы английского поэта Джона Китса на сюжет из новеллы о горшке с базиликом из «Декамерона» Боккаччо. Изабелла ласкает горшок с базиликом, в котором она закопала отрезанную голову своего возлюбленного Лоренцо.

## История создания
Хант сделал наброски иллюстраций к поэме ещё в 1848 году, сразу после основания братства прерафаэлитов, но долго не мог довести их до полноценной картины. Иллюстрации содержали разные сцены, изображали Лоренцо работающим клерком братьев Изабеллы, просматривающих счета.
Хант вернулся к написанию картины в 1866 году после свадьбы, в это время он особенно увлекался написанием картин с эротическим содержанием. Идея «Изабеллы и горшка с базиликом» пришла к Ханту во время написания «Il Dolce Far Niente», которая была продана в очень короткие сроки. Работу над картиной Хант начал во время путешествия по Италии со своей беременной женой Фанни Фо. Однако его жена умерла после рождения ребёнка в декабре 1866 года от лихорадки. Хант превратил картину в своего рода дань памяти своей жене, использовав её черты при создании образа Изабеллы. Он работал над картиной в Италии ещё месяц, после чего вернулся в Англию и закончил картину в январе 1868 года. Картина была куплена и выставлена на обозрение арт-дилером Эрнестом Гамбаром.

## Описание
Картина изображает Изабеллу, страдающую бессонницей. Изабелла одета в полупрозрачную ночную рубашку и только что встала с постели, которая видна на заднем плане. Она облокотилась на созданный для Лоренцо инкрустированный аналой, над которым развешена богато украшенная скатерть. На ней горшок-майолика, украшенный черепами — в нём погребен череп Лоренцо. Богато украшенные волосы Изабеллы лежат вокруг цветущего растения. Китс так описывает эту сцену:
«…hung over her sweet Basil evermore,

And moistened it with tears unto the core…»
Она забыла солнце и луну,

Она забыла синеву над садом,

Она забыла теплую весну,

Забыла осень с темным виноградом,

Не ведала, когда идут ко сну,

Зарю не удостаивала взглядом,

Сидела у окна, обняв цветок,

Который до корней от слез намок.
Акцент на чувствительности, яркости красок, тщательно продуманных декоративных элементов отражает черты декоративного движения в искусстве того времени и имеет черты, сходные с картинами других членов Братства Прерафаэлитов, например с картиной Миллеса Джона Эверетта «Pot Pourri» и «Venus Verticordia» Данте Габриэля Росетти. Поза Изабеллы также напоминает скульптуру Томаса Вулнера «Цивилизация», позировала для которой сестра Фанни Фо Алиса.
Работа Ханта повлияла на многих более поздних художников, которые перенимали образ главного героя. Наиболее примечательны Джон Уайт Александер и Джон Уильям Уотерхаус. Александер и Уотерхаус заимствовали заглавие Ханта и создали вариации на его композицию. Александер приспособил работу Ханта под уистлеровский стиль. Уотерхаус перевернул картину, перенес действие в сад, но сохранил главный мотив и тоже украсил горшок черепами.